# Pont David-Roy
Le pont David-Roy est un pont routier qui traverse la rivière Chaudière en plein cœur de la ville de Saint-Georges, plus précisément reliant les anciens centres-villes de Saint-Georges-Est et de Saint-Georges-Ouest. Il est situé en amont du pont de Notre-Dame-des-Pins et en aval du barrage Sartigan.

## Histoire

### Le pont couvert
En 1880, David Roy obtient un droit spécial de la ville de Saint-Georges qui empêche la construction de tout autre pont au-dessus de la rivière Chaudière. L'acte officiel est finalement signé l'année suivante.
Monsieur Roy construit un pont de bois couvert à péage de trois travées mesurant en tout 422 pieds ou 544 pieds de longueur. Les deux culées ainsi que les deux piliers intermédiaires, de 28 pieds de longueur par 18 pieds de largeur par 18 pieds de hauteur, sont composés de structures de bois en thuya occidental lambrissées remplies de pierres compactées et sont construits en période d'étiage. 
Quant à la structure Howe du pont, elle est faite en épinette blanche, préparée et numérotée à l'avance, les pièces étant entreposées sur les berges de la rivière Chaudière jusqu'à ce que le couvert de glace permet d'ériger le nouvel ouvrage. Le péage est établi à 0,01$ pour un piéton et à 0,03$ pour une voiture et ce à chaque passage de l'utilisateur. Le pont est finalement livré au printemps 1882 et accepté par l'inspecteur du gouvernement du Québec en mai 1882.
Le 11 février 1885 vers 11h00, la toiture du pont couvert est partiellement arrachée par une bourrasque de vent. Le 22 avril 1896, le pont est emporté lors d'une des plus importantes débâcles de l'histoire de la rivière Chaudière. Les ponts de Beauceville, de Saint-Joseph-de-Beauce, de Sainte-Marie ainsi que de Scott ayant également été détruits par les glaces.
Le lambris de la structure fut retiré après quelques années, les rafales de vent endommageant trop fréquemment le pont. Dès 1890, le conseil municipal parle de construire un pont libre, après plusieurs procès coûteux et perdus par la municipalité, le pont à péage restera en service jusqu'en 1911 comme stipulé lors du contrat initial.

### Les ponts de fer
En 1911, la municipalité signe avec Joseph Gosselin un contrat pour un pont d'acier où les citoyens seront libres de circuler. Le pont de deux travées qui est situé face à l'église de Saint-Georges-Ouest sera finalement inauguré en 1912. Il fut remplacé quelques années plus tard, en 1929, la municipalité jugeant le pont trop étroit et trop dangereux n'ayant pas de passerelles pour les piétons. Saint-Georges-Ouest refusant de payer sa part sous prétexte que le pont ne bénéficie qu'à Saint-Georges-Est, Édouard Lacroix paie la part et assure le démantèlement du pont par ses employés pour le déménager sur la rivière Saint-Jean, à 9 milles de Lac-Frontière; l'endroit sera désormais nommé «Nine Mile Bridge».

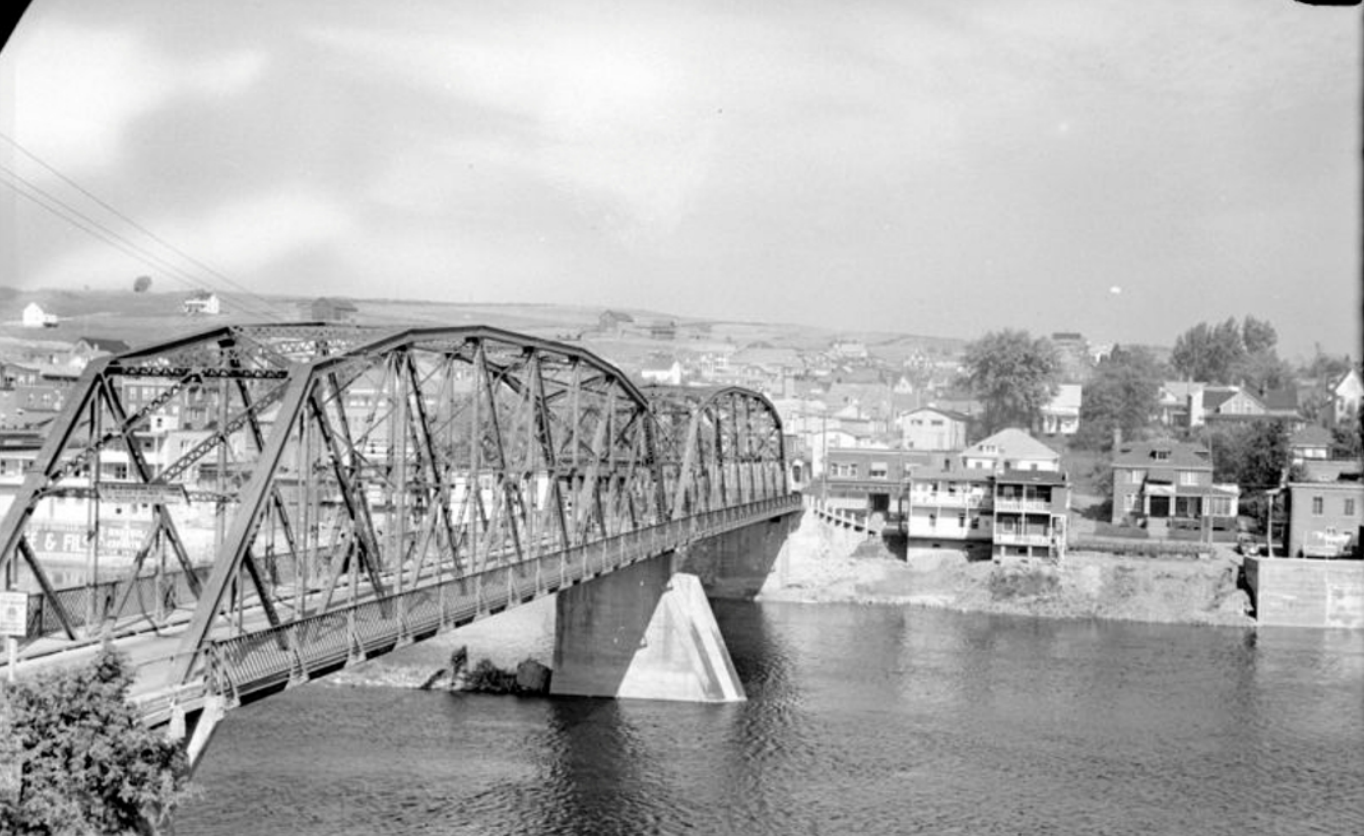
Le troisième pont

Le deuxième pont d'acier est achevé au printemps1929 et utilise les piliers de l'ancien pont. Plus large que l'ancien, il est également équipé d'un passage pour les piétons. En 1964, le maire Jacques Pinon commence des démarches afin de remplacer le pont qui est de plus en plus désuet étant donné l'augmentation du trafic routier dans le centre-ville, le projet initial était de conserver le pont d'acier, mais il fut finalement démoli en 1971 à la suite du parachèvement du pont actuel.

### Le pont actuel
Le pont actuel, pourvue de quatre travées, est construit en 1970. La structure du pont est composée de cinq poutres d'acier profilées en I. Le pont d'une longueur de 184,9 mètres et d'une largeur hors-tout de 19,6 m est ouvert à la circulation en janvier 1971. À la suite de l'ouverture du pont, la 16e Rue Ouest et le 18e Rue Est qui est devenue par la suite la 118e durent être réaménagés pour pallier l'augmentation du trafic.

## Toponyme
Le pont rappelle le souvenir de David Roy (1840-1920) qui fut un des grands bâtisseurs de Saint-Georges, il fut d'ailleurs le propriétaire du premier pont. David Roy fut aussi maire de la municipalité d'Aubert-Gallion de 1895 à 1898. Il était également propriétaire de la Briquade Saint-Georges qui fut en opération jusqu'en 1960.